# Голіцина Тетяна Василівна
Ясновельможна княгиня Тетяна Василівна Голіцина (до шлюбу Васильчикова; нар. 7 січня 1783 — пом. 28 січня 1841) — дружина московського генерал-губернатора Д. В. Голіцина, благодійниця, статс-дама (1826), кавалерственна дама ордену Святої Катерини 2-го ступеня.

## Біографія

### Родина

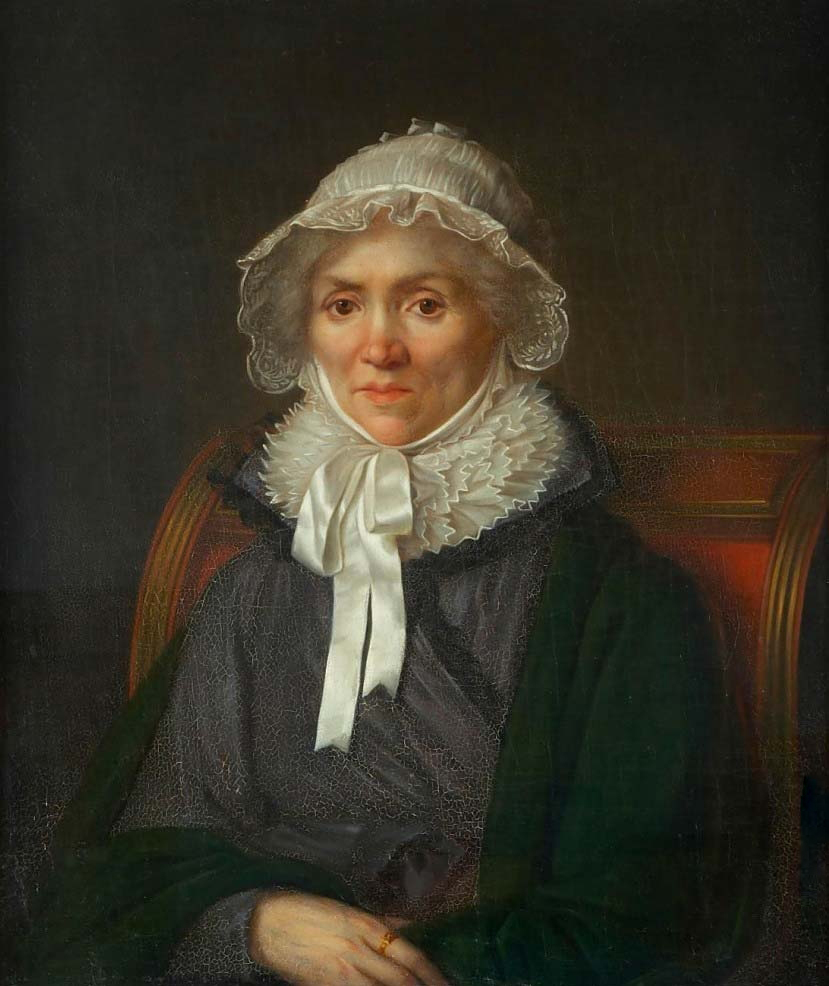
Катерина Іларіонівна, мати

Народилася 1783 року в сім'ї новгородського предводителя дворянства бригадира Василя Олексійовича Васильчикова і Катерини Іларіонівни Овциної. У Васильчикових росли ще чотири сини: Андрій, Дмитро, Олексій, Микола і дочка Єлизавета. Своє ім'я Тетяна отримала на честь бабусі по матері, генерал-поручиці Тетяни Данилівни Овциної, уродженої Путилової (пом. 1800).
Батько дотримувався патріархальних поглядів, суворо виховуючи дітей. Мати походила з багатого стародавнього дворянського роду псковських поміщиків, була шанована чоловіком і дітьми. Після її смерті в 1832 році пам'ять про неї вельми високо шанувала в сімействі Васильчикових, її син Дмитро до кінця життя служив щорічні панахиди по матері.
Сім'я багато часу проводила в родовому маєтку Вибіті, лише відвідуючи бали в Москві, Санкт-Петербурзі та Новгороді. З початку серпня до вересня постійно гостювали у родичів: у резиденції графа Шереметєва в Криму або палаці князя Кочубея в Одесі.
У часи царювання імператора Павла Тетяна Василівна 5 квітня 1797 року була пожалувана у фрейліни.

### Шлюб
6 лютого 1800 року Тетяна Васильчикова обвінчалася з князем Дмитром Голіциним, сином князя Володимира Борисовича і Наталії Петрівни, до шлюбу Чернишової. Але княгиня Голіцина, відома в світі як «Princesse Moustache» («Вусата княгиня»), неохоче прийняла цей союз, вважаючи Васильчикових недостатньо знатними. На думку сучасників, Тетяна «багато терпіла від своєї норовистої і гордовитої свекрухи». За словами Єлизавети Янькової, Тетяна:
|  | ...І замолоду не була красунею, але важко собі уявити обличчя більш приємне і привітне. Вона була невеликого зросту, худорлява і з досить слабким здоров'ям. Князь, навпаки, був видним чоловіком, досить високого росту, з величною поставою, мав прекрасні риси обличчя і прекрасний колір, і з першого погляду можна було впізнати в ньому привітного, доброзичливого вельможу. |

### Сімейне життя
Після весілля Голіцини оселилися в маєтку Рождествено поблизу Москви, але далеко від світського життя, де жили дуже скромно. Всім майном Голіциних керувала Наталія Петрівна, яка виділила Дмитру тільки маєток на 100 душ і річне утримання — 50 тисяч рублів, і лише пізніше за бажанням імператора Миколи I вона додала ще 50 тисяч рублів асигнаціями.

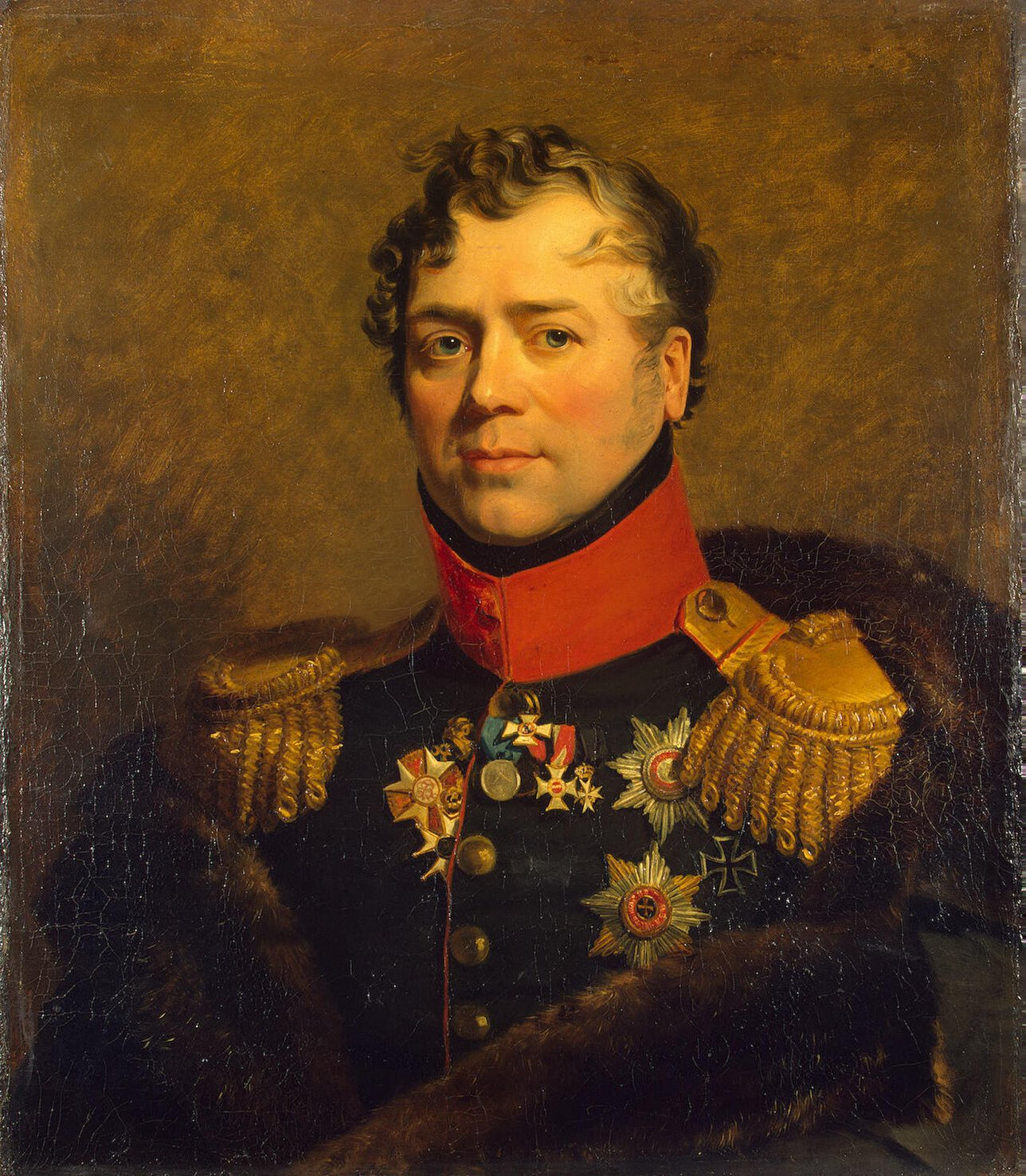
Дмитро Голіцин

Наталя Петрівна ніколи не їздила в гості до сина в Рождествено, навіть, коли приїжджала в маєток Ольгово і довго гостювала у своєї дочки Катерини Апраксіно, ніхто і заїкнутися не смів, що за двадцять верст звідти її маєток Рождествено, в якому живе її син. У Рождествено Голіцини оновили церкву і побудували будинок.
|  | Будинок був оброблений всередині дуже просто: всюди березові меблі, ніде не золочення, ні шовкових матерій, але багато портретів сімейних |

Тетяна Василівна дуже любила квіти і багато займалася садом, побудувала оранжереї. Пізніше вона заснувала Товариство любителів садівництва.
Тетяна Василівна була жінкою розумною і благочестивою, вона була «народжена для тихого сімейного життя». У зв'язку з частою відсутністю чоловіка, який воював з французами, Тетяна Василівна приділяла багато уваги вихованню своїх дітей. Всі діти були дуже гарні лицем; у меншої з доньок був прекрасний колір обличчя, а сини в дитячому віці були херувими.
Причому, між сестрами і братами існувала велика різниця у віці, з приводу чого вона говорила:
|  | Коли в сімействі бувають дочки і сини, виховання одних заважає, звичайно, вихованню інших; я в цьому була особливо щаслива; коли виховання моїх дочок закінчилося, і я віддала їх заміж, тоді почалося виховання синів, і я могла виключно ними зайнятися. |

Згодом Тетяна Василівна часто говорила, що найщасливіший час її життя був, коли князь був у відставці і вони довго жили в Рождествено до призначення князя в 1820 році генерал-губернатором Москви. У Москві Голіцини були вельми доступні, всі їх дуже поважали, а княгиню, яка була ангельської доброти, всі любили. Доллі Фікельмон у 1830 році писала про Тетяну Василівну в своєму щоденнику:
|  | Княгиня Голіцина належить до тих жінок, яких я могла б полюбити. У неї чарівна краса в очах, усмішці, словах. Вона вже не молода, не надто красива, але дуже цікава. |

### Благодійна діяльність
Тетяна Василівна однією з перших вступила до Патріотичного товариства, заснованого в 1812 році імператрицею Єлизаветою Олексіївною.
За участю княгині Голіциної в 1825 році був заснований Дім працьовитості, пізніше перетворений на Єлизаветинський інститут шляхетних дівчат, який дозволяв отримувати освіту дочкам молодших офіцерів і чиновників. У 1837 році Тетяна Василівна засновує Благодійне товариство, яке серед іншого зайнявся заснуванням у Москві шкіл рукоділля для дівчаток.
У 1826 році Тетяна Василівна була пожалувана в статс-дами. Так само княгиня Голіцина в 1814 році була нагороджена орденом Святої Катерини 2-го ступеня.
Будучи слабкого здоров'я, наприкінці 1830-х почала багато хворіти. Для лікування вона виїхала за кордон. Подорожуючи по Німеччині і Швейцарії, вона звернула увагу на майстерне плетіння кошиків місцевими. Їй це дуже сподобалося, і вона в маєтку Вяземи, який Дмитро Володимирович успадкував після смерті брата Бориса, організувала кустарний промисел плетіння кошиків із зіноваті. Для навчання селян цій майстерності запросила на свої кошти умільців із Швейцарії, цей промисел існує у Великих Вяземах і понині.
Померла Тетяна Голіцина 28 січня 1841 року і була похована в церкві Архангела Михаїла в Донському монастирі. В журналі «Москвитянин» вийшов некролог:
|  | Вона давно вже жила для неба і як ніби на небі; там, там отримає вона нагороду за свої земні чесноти! |

Московське дворянство, бажаючи вшанувати її пам'ять, скасувало бал і закрило тимчасово Дворянське Зібрання, як бувало в офіційних траурах, чого ще не робили для приватних осіб. На пам'ять про княгиню Голіцину була відкрита перша в Москві дитяча лікарня (в Будинку Неклюдової на Малій Бронній). На третьому поверсі була влаштована церква в ім'я святої мучениці Татіани. 5 грудня 1842 року її освятив святитель Філарет, митрополит Московський.

## Діти
У шлюбі народилися:
- Катерина (1802—1881), статс-дама, з 1821 року дружина гофмаршала князя М. В. Долгорукова (1789—1872), онука фельдмаршала Василя Долгорукого-Кримського.
- Наталія (1803—1880), статс-дама і обер-гофмейстеріна, чоловік граф М. О. Протасов, не залишили потомства.
- Володимир (1815—1888), генерал-ад'ютант імператора Олександра II, одружений з Марією Михайлівною Пашковою (1834—1910), доньці М. В. Пашкова і внучці графині Ю. Ф. Баранової.
- Борис (1819—1878), генерал-ад'ютант імператора Олександра II, одружений з Катериною Володимирівною Левашовою (1826—1853), донькою Василя Левашова.

У родині виховувалися також:
- Прийомна дочка — Катерина Павлівна Розенгейм (1805—1873), побічна дочка князя Сергія Михайловича Голіцина і туркені, вивезеної з театру військових дій. Одружена з Борисом Карловичем Данзасом (1799—1868), директором департаменту міністерства юстиції, обер-прокурором Сенату, дійсним таємним радником, кримінального касаційного департаменту, його брат К. К. Данзас).
- Позашлюбні дочки брата її чоловіка, князя Бориса Голіцина від циганки або від цивільного шлюбу з багатою полькою:
  - Ганна Борисівна Зеленська (15.11.1802—11.02.1835), дружина з 1824 року тверського цивільного губернатора О. П. Бакуніна. Померла від сухот, похована в Москві, в Новодівичому монастирі.
  - Софія Борисівна Зеленська (1809—1871), дружина професора історії та словесності Московського університету С. П. Шевирьова.

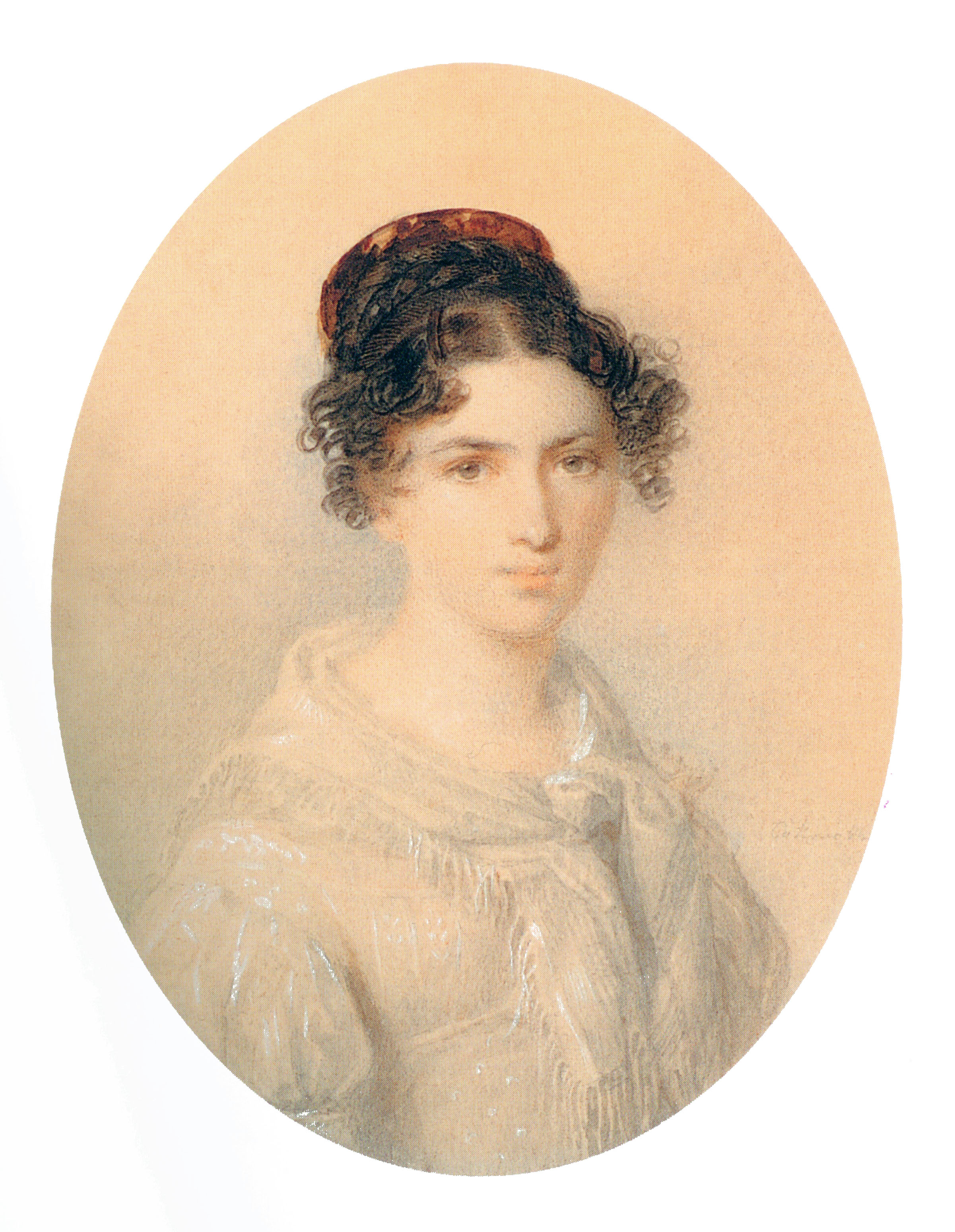
Катерина Дмитрівна
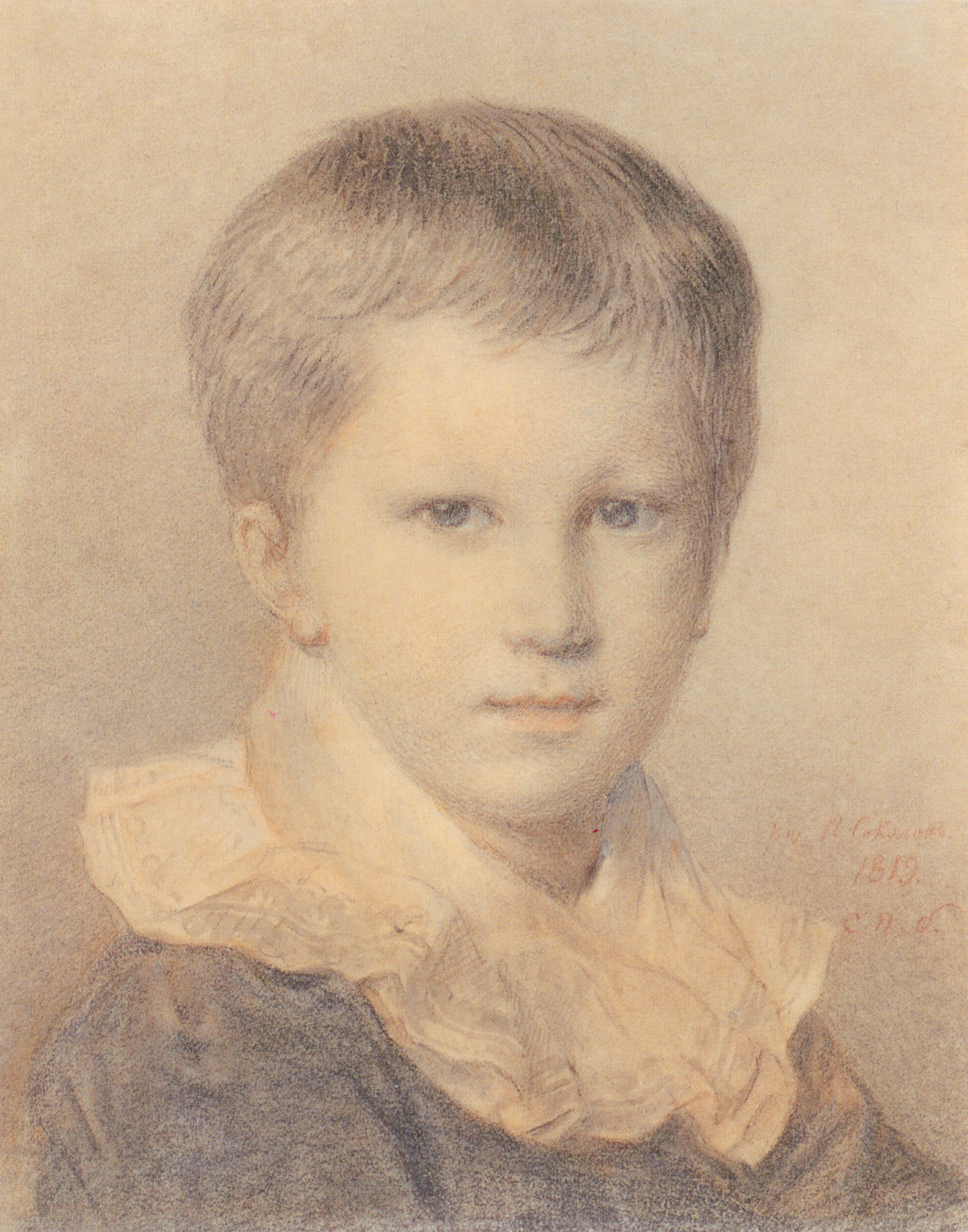
Володимир Дмитрович
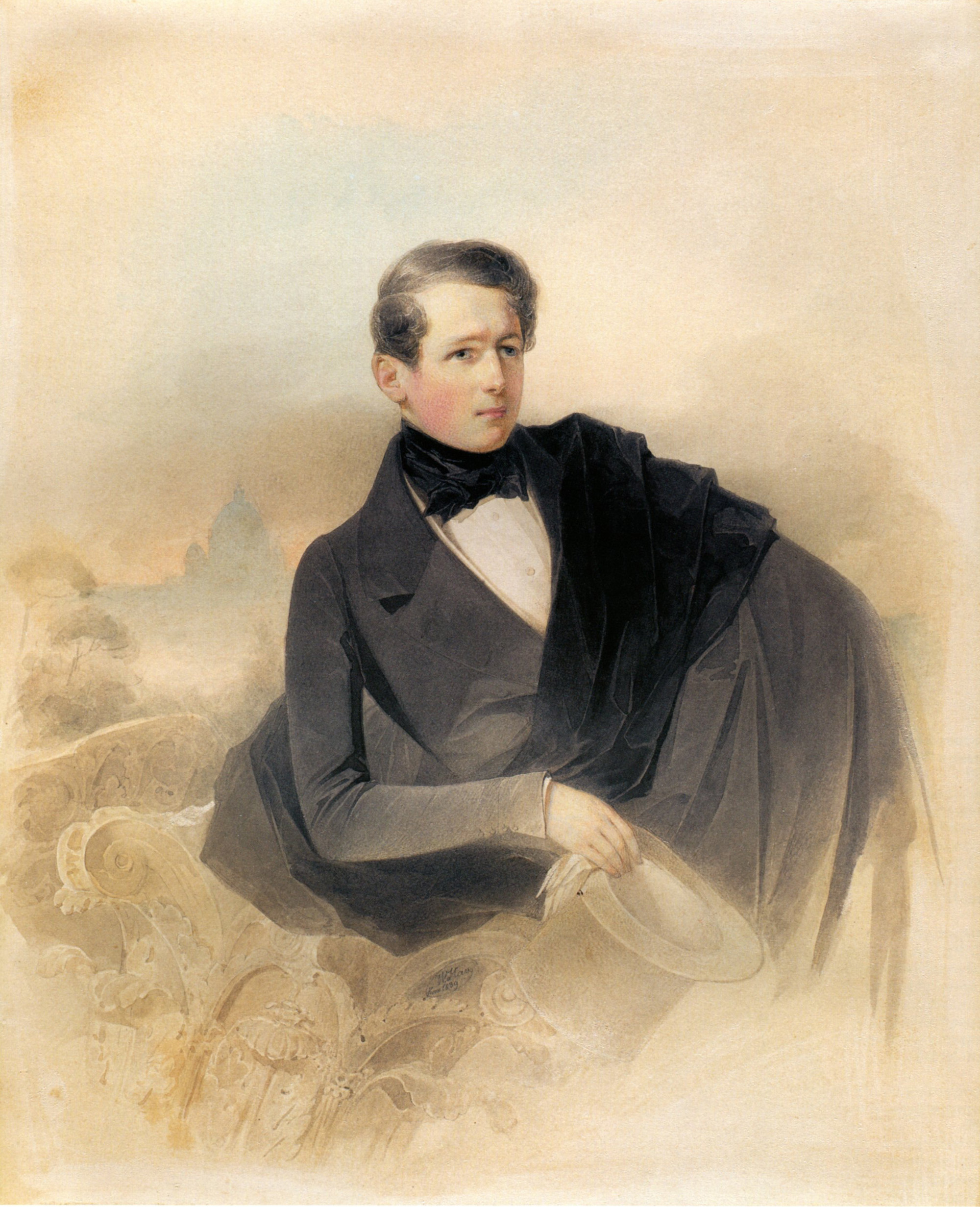
Борис Дмитрович
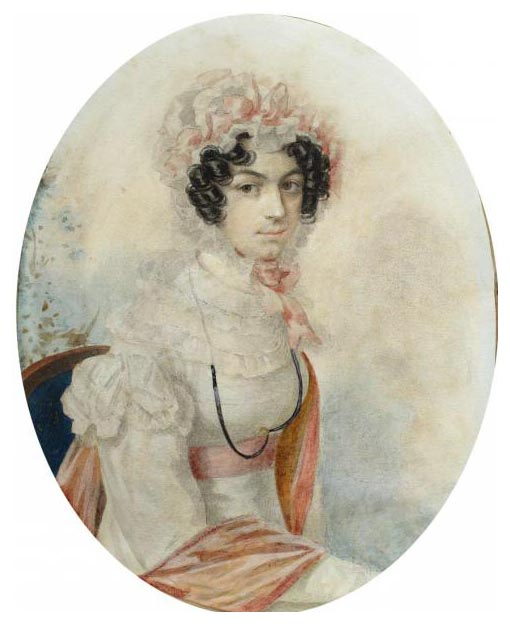
Ганна Зеленська